# ميشيل ويليامز (مغنية)
ميشيل ويليامز (بالإنجليزية: Michelle Williams )‏ (و. 1980  م) هي مغنية، وممثلة، ومغنية مؤلفة، وملحنة، وموسيقية، وممثلة تلفزيونية، وممثلة مسرحية، وممثلة أفلام، ومنتجة، من الولايات المتحدة، ولدت في روكفورد,إلينوي، و دستنيز تشايلد.

## التعليم
تعلمت في جامعة ولاية إلينوي.

## وصلات خارجية
- ميشيل ويليامز على موقع IMDb (الإنجليزية)
- ميشيل ويليامز على موقع روتن توميتوز (الإنجليزية)
- ميشيل ويليامز على موقع ميوزك برينز (الإنجليزية)
- ميشيل ويليامز على موقع رولينغ ستون (الإنجليزية)
- ميشيل ويليامز على موقع أول موفي (الإنجليزية)
- ميشيل ويليامز على موقع قاعدة بيانات برودواي على الإنترنت (الإنجليزية)
- ميشيل ويليامز على موقع قاعدة بيانات برودواي على الإنترنت (الإنجليزية)
- ميشيل ويليامز على موقع إن إن دي بي (الإنجليزية)
- ميشيل ويليامز على موقع أول ميوزيك (الإنجليزية)
- ميشيل ويليامز على موقع ديسكوغز (الإنجليزية)